# Townsend Harris
Townsend Harris (1804–1878)  amerikai kereskedő, aki, miután Perry „megnyitotta” Japánt a külvilág előtt, 1856-ban első amerikai főkonzulként az országba érkezett, és 1858-ban (egyebek közt a nagyhatalmak kínai büntetőexpedíciójának példájával fenyegetőzve) megkötötte az amerikai–japán „barátsági és kereskedelmi szerződést”, amely magában foglalta az amerikaiak területenkívüliségi jogát (japán bíróság nem ítélkezhetett felettük), a szabott importvámokat és a legnagyobb kedvezmény elvét. (Még ugyanebben az évben hasonló egyenlőtlen szerződéseket kötött Japánnal Hollandia, Oroszország, Nagy-Britannia és Franciaország is.) Mivel a császár nem adta áldását az egyezményre, ez a sógunátus további gyengüléséhez vezetett, és a bukásához is hozzájárult, s a Meidzsi-kor egyik állandó politikai problémája lett ezeknek az „egyenlőtlen szerződéseknek” a módosítása. Harris és egy Okicsi nevű gésa állítólagos szerelméről szól A barbár és a gésa című John Wayne-film.